# Iglesia metodista pentecostal de Chile (derecho público)
La Iglesia Metodista Pentecostal de Chile (IMPCH) es una Iglesia evangélica Chilena, fundada el 12 de septiembre de 1909, teniendo su origen en la Iglesia Metodista Episcopal, constituyéndose bajo dicho nombre el 12 de septiembre de 1909, obteniendo su Personalidad Jurídica de Derecho Privado según Decreto 2148 el 30 de septiembre de 1929 y la Personalidad Jurídica de Derecho Público Registro N.º 00043 el 3 de enero de 2001, conservando esta última en la actualidad.⁣ Su obispo presidente es el reverendo Edmundo Zenteno Céspedes, y su administración tiene presencia en todo el territorio nacional; con filiales en Perú, Bolivia, Nicaragua, Estados Unidos, Suecia y Australia,siendo la denominación pentecostal más grande de Chile.
A partir de 2022, la IMPCH asumió la organización del Servicio de Acción de Gracias por la Patria, o Te Deum Evangélico,el cual ha sido celebrado en las catedrales de Maipú, Puente Alto,y San Bernardo.

## Historia
Esta institución, al igual que las otras denominaciones que utilizan el nombre "Iglesia Metodista Pentecostal de Chile", y otras congregaciones pentecostales, toma como fecha de fundación el Avivamiento Pentecostal del año 1909 ocurrido en Valparaíso. Sus principales líderes a través de los años fueron el Reverendo Willis Hoover Kurt y los Obispos Manuel Umaña Salinas (1950-1964†), Mamerto Mancilla Tapia (1965-1985), Javier Vásquez Valencia (1985-2003†), Obispo Bernardo Cartes Venegas (2003-2021), y su Quinto y actual Obispo Presidente Rev. Edmundo Zenteno Céspedes (2021).
A mediados del año 2007, luego de diferencias en torno a lo administrativos entre los pastores líderes de la Iglesia a nivel nacional, se decide la división de la Iglesia Metodista Pentecostal, en dos unidades con su propia personalidad jurídica, pero con la misma creencia de base y Fe. Una de ellas, utiliza la Personalidad Jurídica de Derecho Público (Nº00043 de 2001) que lideraba el Obispo Cartes, y la Corporación de Derecho Privado (N.º 2148 de 1929) que lideraba el Obispo Roberto López. Hasta el 14 de abril la entidad de derecho privado la lideraba el Obispo Mario Salfate Chacana, de la iglesia de Los Andes, el cual, lamentablemente falleció por COVID19, en el Hospital de Los Andes. 
En la actualidad, esta iglesia se encuentra en todo el país, destacando templos y locales en localidades apartadas de Chile. El 4 de febrero de 2020 se realizó la 111.ª Conferencia de Pastores en la Comuna de Yerbas Buenas, a cargo de las Iglesias de Santa Ana de Queri y la Iglesia de Buena Fe, en donde se resume que los Siervos superan aprox. 380 Pastores a nivel Nacional, más las Sedes Internacionales que abarcan, The Methodist Pentecostal Church U.S.A. Mission, La Iglesia Metodista Pentecostal Argentina, La Iglesia Misionera Pentecostal Internacional de Bolivia, La Iglesia Metodista Pentecostal del Perú, La Iglesia Metodista Pentecostal de Nicaragua, La Iglesia Metodista Pentecostal de España, The Pentecostal Methodist Church of Australia y la naciente Pingst Metodistkyrkan Sverige (IMP Suecia) .

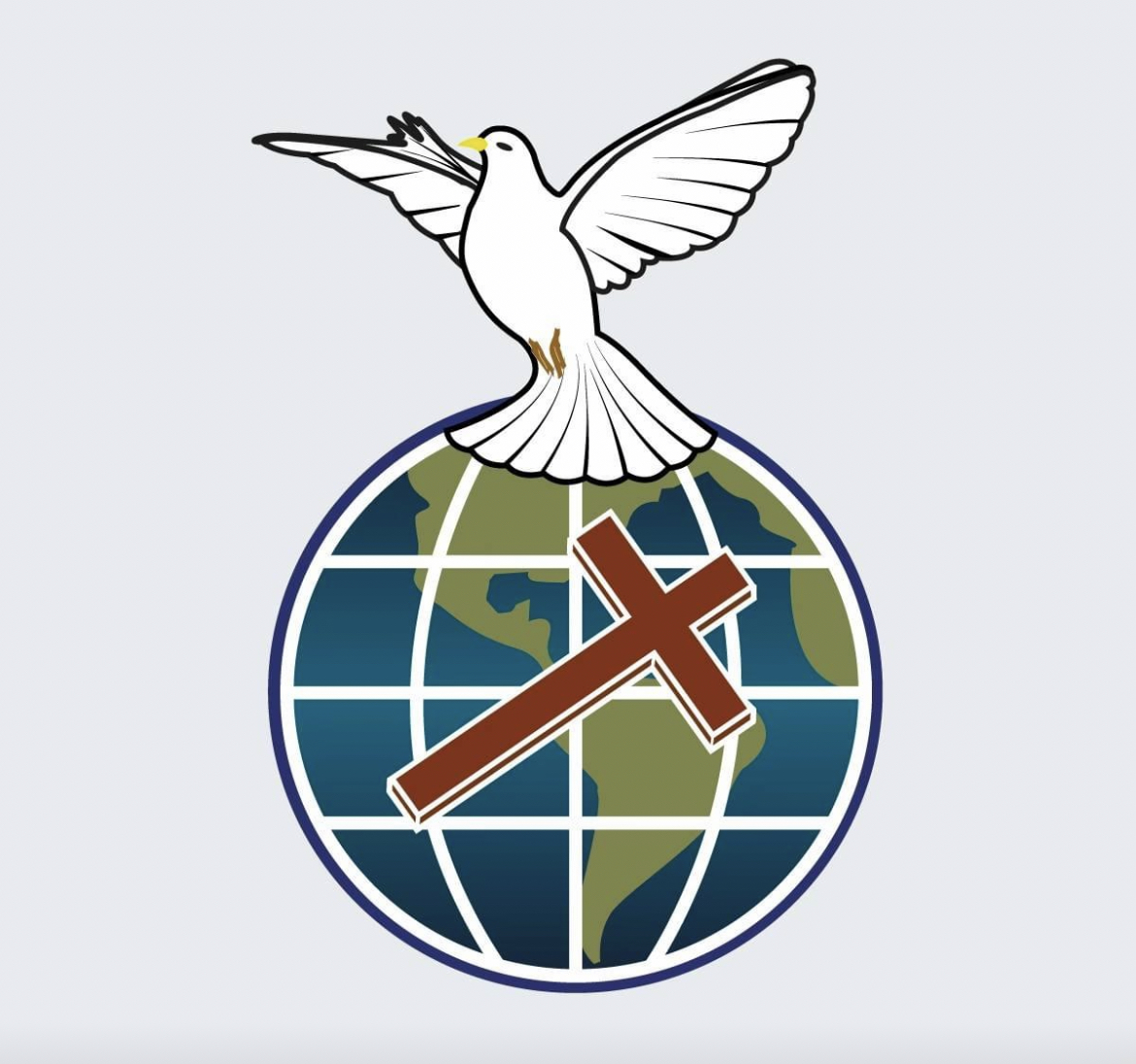
Logo IMPCH

## Organización
Esta iglesia se divide se organiza sobre la base de:
- Un Obispo Presidente.[2]
- Un Presbiterio Mayor.[10]
- Un tribunal eclesiástico.[11]
- Jefes y secretarios de Sector.[12]
- Departamentos.

Su actual Obispo Presidente es el Obispo Edmundo Zenteno Céspedes. Además consta de una agrupación juvenil llamado Movimiento Juventud Metodista Pentecostal (JUMEP).

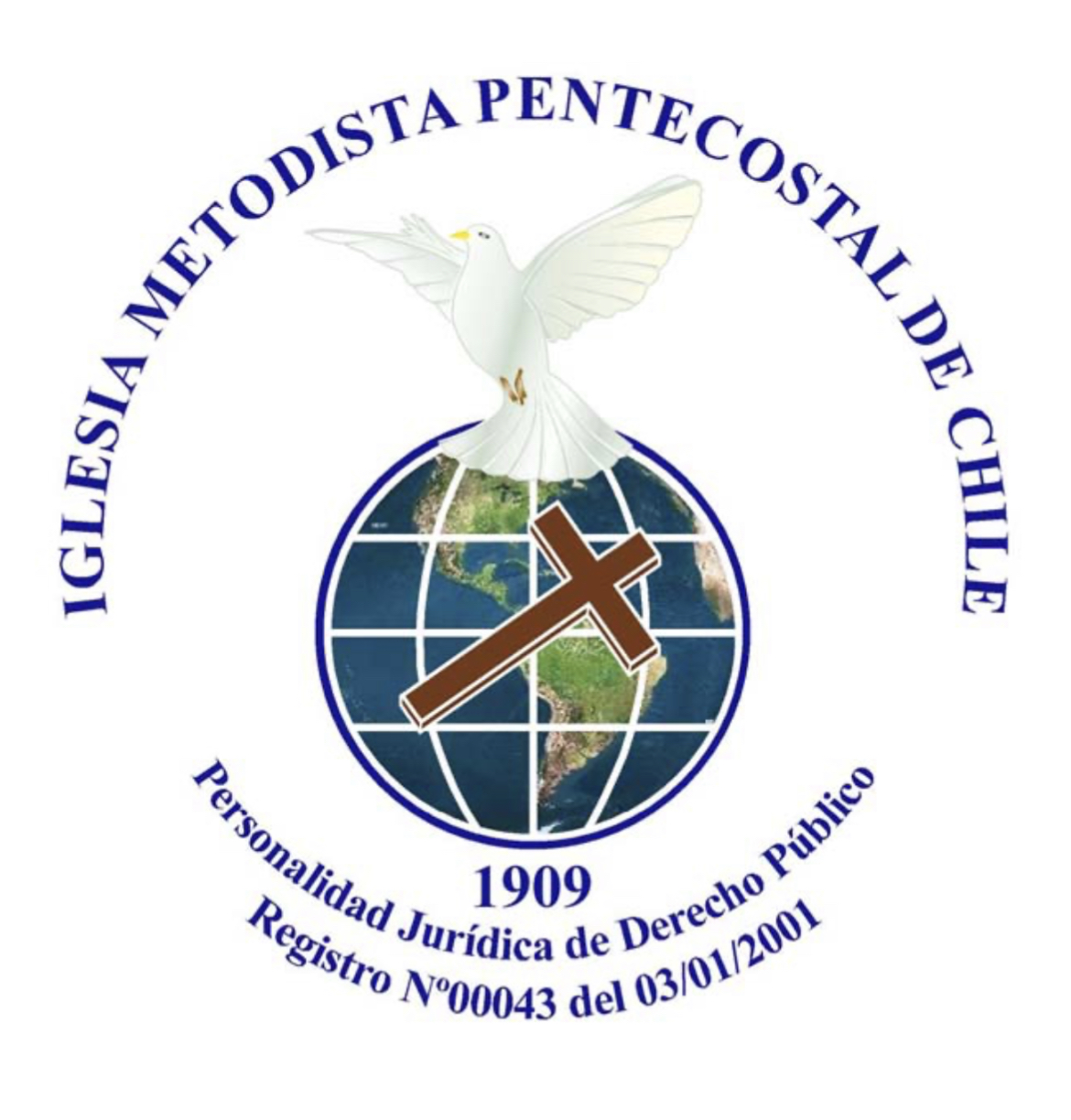

## Declaración de fe
1. Cree en un Dios Trino, Padre, Hijo y Espíritu Santo.
2. Cree en Jesucristo, único salvador de la humanidad, Hijo de Dios quien no fue concebido por voluntad humana, si no que por obra del Espíritu Santo, que murió en la cruz del calvario y resucitó al tercer día, ascendió al cielo y está a la diestra del Padre para interceder ante Él por los que invoquen en Espíritu y Verdad.
3. Cree en la autoridad de las Santas Escrituras como la Palabra inspirada de Dios, la que está constituida por los sesenta y seis libros canónicos del Antiguo y Nuevo Testamento, desde el Génesis hasta el Apocalipsis.
4. Reconoce como sacramentos: el Bautismo por Aspersión para arrepentimiento; el Bautismo de los niños para Consagración; la santa Cena instituida por el Señor y que simboliza nuestra redención y única regla de fe y práctica para el creyente.
5. Cree en el Bautismo del Espíritu Santo como poder regenerador y creador de una vida nueva, acompañada de gozo y alegría.
6. Cree en la resurrección de los muertos, y en la venida de Cristo a la Tierra en gloria y majestad para llevar consigo a sus redimidos.
7. Cree en la segunda venida de Cristo a la tierra en forma inminente, personal y premilenial.
8. Cree en la justificación por la Fe en Jesucristo, y no por las obras de la ley. Enseña y mantiene firmemente la doctrina bíblica de la justificación por la fe solamente.

Su Soteriología es Arminiana, siguiendo a John Wesley, como afirmó Willis C. Hoover (fundador): “Aténganse siempre a los sermones de Wesley. Son un fundamento seguro de doctrina y práctica. Estamos netamente con él en todo este movimiento”.
Y: “Sigo a Wesley con toda fidelidad. No me he apartado de las doctrinas de Wesley”.

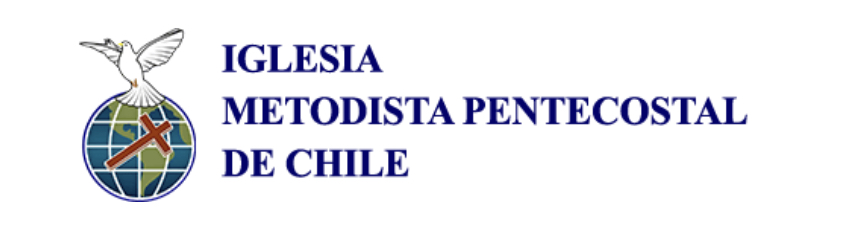
IMPCH LOGO PLANO